# Wassernotstand (Feuerwehr)
Als Wassernotstand werden in der Fachsprache der Feuerwehren und einiger Hilfsorganisationen Notstände bezeichnet, die durch den unbeabsichtigten Zufluss von Wasser (zum Beispiel aus defekten Rohrleitungen) eine nicht von selbst abfließende, möglicherweise Schäden verursachende Ansammlung von Wasser bewirken. Da Wassernotstände erhebliche Sachschäden verursachen und auch weitere Gefahrenstellen hervorrufen können, werden sie oft im Rahmen der Gefahrenabwehr durch die Feuerwehr und gegebenenfalls mit Unterstützung des Technisches Hilfswerks bekämpft.
Als Wassernotstand wird außerdem auch ein gefährlicher Wassermangel bezeichnet.

## Ursachen

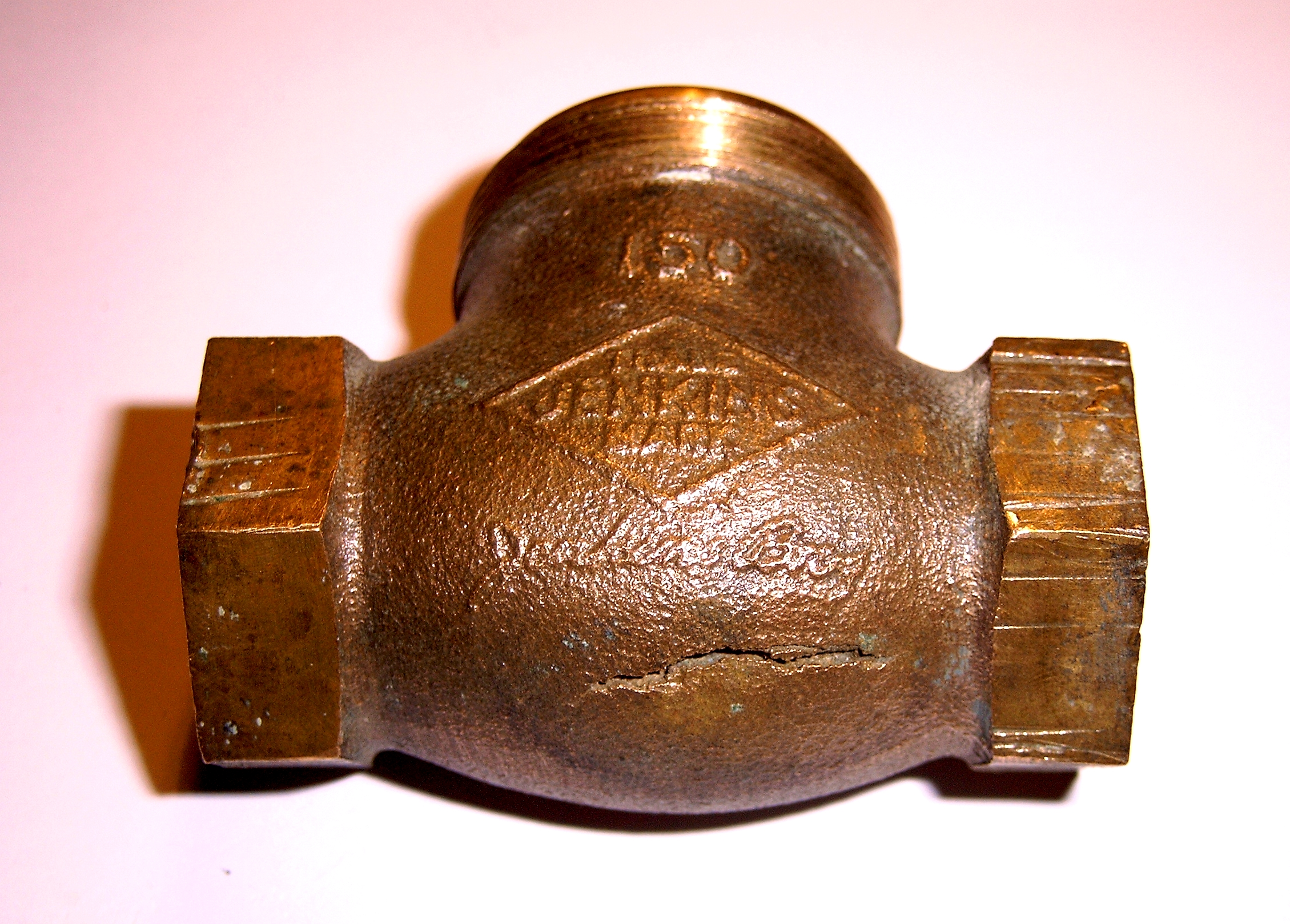
Defekte Armatur

Wassernotstände können vielfältige Auslöser haben, gehen jedoch meistens auf folgende Ursachen zurück:
- Wasserrohrbruch
- Unwetterfolge (z. B. Dachschäden, Platzregen)
- Überschwemmung/Hochwasser
- Defekte Armaturen
- Unsachgemäß installierte oder gewartete Wasserleitungen
- Vorsätzliche Sachbeschädigung

## Gefahren
Zu Wassernotständen rückt die Feuerwehr in der Regel mit der gleichen Eile aus, wie zu Bränden. Grund dafür ist, dass Wasserschäden die durch Brandschäden verursachten wirtschaftlichen Verluste häufig übertreffen. Hinzu kommt, dass neben den direkten Sachschäden betroffene Gebäude auf Grund der Aufnahme von Wasser durch die Bausubstanz in ihrer Statik empfindlich beeinträchtigt werden können und es dadurch im ungünstigsten Fall zu Einstürzen von Gebäuden oder durch Unterspülung zu Einbrüchen auf Verkehrswegen kommen kann, was eine erhebliche Gefährdung für die Umgebung darstellt. Ein weiterer beachtenswerter Gefahrenherd bei Wasserschäden entsteht auch durch Elektroanlagen, die unter Wasser einen nicht sichtbaren elektrischen Stromfluss erzeugen und damit weitere Sachschäden oder einen Stromunfall verursachen können.

## Bekämpfung von Wassernotstand in Gebäuden
Zur Bekämpfung von Wassernotständen durch defekte Leitungen oder Armaturen sperrt die Feuerwehr in der Regel zunächst die Wasserzufuhr des betroffenen Gebäudes. Anschließend wird das Wasser, das sich am tiefsten Punkt, also meistens im Keller ansammelt, mit einer Tauchpumpe oder auch unter Verwendung von Saugleitung und Feuerlöschkreiselpumpe aus dem Gebäude gefördert. Das Wasser wird dabei zu einem Punkt, an dem das Wasser ungehindert abfließen kann, geleitet. Wenn vorhanden, kann dazu z. B. ein Kellersaugkorb verwendet werden. Letzte geringe Wasseransammlungen können anschließend mit Nasssaugern aufgenommen werden.
Nach der erfolgreichen Bekämpfung des Wassernotstandes muss oft das betroffene Gebäude und dort besonders das Mauerwerk durch Fachleute getrocknet werden. Durch die hohen Kosten der Bautrocknung und Beseitigung weiterer Wasserschäden ist allerdings aus wirtschaftlichen Gründen häufig ein Abriss der geschädigten Gebäude der Wiederherstellung vorzuziehen.